# PlayFast
PlayFast — платформа и технология цифровой дистрибуции компьютерных игр, разработанная российско-немецкой компанией Digital Solutions. Ключевой особенностью данной технологии является возможность «заказать» игру через Интернет и запустить её ещё до момента окончания загрузки данной игры на локальный персональный компьютер.

## Технологическое описание
PlayFast позволяет начать играть в игру, когда она загрузилась с Интернета на локальный компьютер пользователя на 5-20% от полного объема игрового дистрибутива. Все остальные данные подкачиваются в фоновом режиме в процессе игры.Как только игра полностью закачалась на компьютер пользователя, можно продолжать играть в неё без подключения к интернету.
PlayFast может применяться на любом жизненном цикле игры и не требует вмешательства разработчиков, так как не затрагивает исходный код игры. Кроме того, технология применима к любому программному обеспечению, а не только к играм.
Поддерживаются операционные системы Windows XP SP3, Windows Vista и Windows 7, как 32-битные, так и 64-битные версии.

## Описание сервиса
Для игры с использованием технологии PlayFast пользователю необходимо зарегистрироваться на официальном сайте и установить программу-клиент PlayFast Manager. Далее пользователь получает доступ к списку доступных игр. Регистрация и PlayFast Manager дают пользователю возможность доступа к приобретенным играм с любого ПК, таким образом не привязывая его к определённому компьютеру.
Сервис PlayFast предоставляет пользователям пробный термин для каждой игры: пользователь имеет возможность в течение двадцати минут сыграть в игру бесплатно, причём ему предоставляются не демоверсии, а полные версии игр.
Есть два способа приобретения игр: покупка одной игры или подписка на пакет игр.

## История
В России технология PlayFast и сайт playfast.ru впервые были представлены в 2009 году на выставке Игромир. Разработка самой технологии — от идеи до коммерческого старта — заняла более трех лет.
30 апреля 2010 года компанией Digital Solutions была запущена партнёрская программа, которая позволила создавать онлайн-магазины цифровой дистрибуции игр для любых веб-сайтов и интернет-порталов.
24 мая 2010 года проект PlayFast объявил о запуске системы подписки на игры, в рамках которой пользователь может покупать не отдельные игры, а определённый пакет игр, и использовать его определённое время.
20 июля 2010 года российская компания 1С вместе со своим филиалом Софт Клаб запустили с Digital Solutions совместный проект по интернет-продаже игр на платформе PlayFast.
25 июня 2010 года компания Digital Solutions и интернет-магазин компьютерных игр GamePost.ru, принадлежащий издательскому дому ООО «Гейм Лэнд», запустили совместный проект по цифровой дистрибуции игр. При помощи платформы PlayFast магазин GamePost.ru планирует расширить свою аудиторию. GamePost.ru предоставил систему подписки на игры, в рамках которой пользователь может за определённую сумму денег арендовать пакет игр некоторой схожей тематики на некоторое время. Первой стала подписка на 14 детских (развлекательных, развивающих, обучающих) игр от компании Акелла.

## Внешние ссылки
- playfast.ru — официальный сайт PlayFast.ru
- Пресса и обзоры